# Volta Maria
Volta Maria és el nom d’una tècnica d’esquí que s'utilitza per a canviar el sentit de la marxa en 180° estant aturat, amb els esquís paral·lels entre ells i perpendiculars al pendent.
És una tècnica que permet solucionar situacions de compromís, quan no es pot utilitzar cap altra forma de gir, com ara la Volta Progressiva.
Es pot utilitzar en terreny pla, per fer un gir ràpid estant aturat. També quan es fa ascens lliure amb esquís per la muntanya. Però el més habitual és que es faci servir quan s’està en un pendent pronunciat i no es poden posar els esquís mirant cap al cim o cap a la vall perquè relliscarien en excés a l’hora de fer el gir.
La fórmula és senzilla, però requereix un cert grau d’equilibri.
En primer lloc, s’ha de clavar el bastó del costat de la vall i, fent-lo servir de punt de recolzament, simultàniament elevar l’esquí del costat del cim fins que la cua quedi a la alçada de l’espàtula de l’altre. Tot seguit, cal imprimir una torsió de 180° pivotant-lo sobre la cua i enlairant-lo fins a baixar-lo i deixar-lo reposar el més paral·lel possible a l’altre esquí i en sentit contrari.
Tot seguit, amb una rotació del cos, s’ha d'alçar el segon esquí, recolzant el pes sobre el que ja s’ha fet girar, i situar-lo en paral·lel, i el més a prop possible, per damunt d’ell.